# Plesseturm
Der Plesseturm ist 22 m hoher Aussichtsturm auf dem Berg Plesse in den Wanfrieder Werrahöhen. Er steht im bewaldeten Osten des Stadtgebiets von Wanfried im hessischen Werra-Meißner-Kreis.

## Geographische Lage

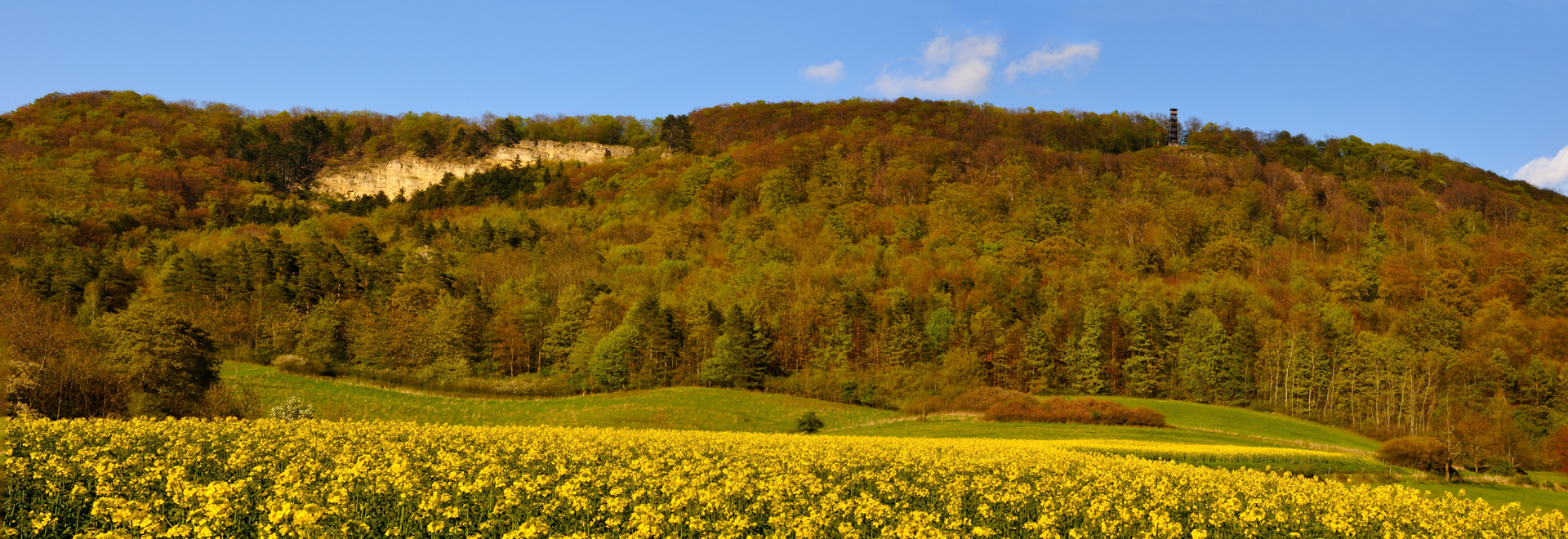
Die Plesse mit Plessefelsen und Plesseturm

Der Plesseturm steht auf dem Muschelkalk-Plateau des Berges Plesse (479,6 m ü. NHN), der zwischen der nordnordwestlichen Keudelskuppe (484,7 m) und dem südöstlichen Konstein (455,2 m) liegt. Er befindet sich etwa 300 m südlich vom Plessefelsen und 200 m westlich der hessisch-thüringischen Landesgrenze (bis 1990 die ehemalige Innerdeutsche Grenze).
Der Turm steht etwa 2 km nordöstlich der im Tal der Werra liegenden Wanfrieder Kernstadt; in Fließrichtung betrachtet befinden sich oberhalb der Kernstadt am Fluss die Wanfrieder Stadtteile Heldra, Altenburschla, Völkershausen und flussabwärts Aue; entlang dem Fluss führt der Werratal-Radweg. Im benachbarten thüringischen Eichsfeld liegt 1,7 km nordöstlich des Turms das Dorf Hildebrandshausen, einem Ortsteil der Gemeinde Südeichsfeld.

## Geschichte

### Erster Plesseturm
Auf der Plesse wurde 1884 der erste, 9 m hohe Plesseturm vom Werratalverein „Sektion Wannfried“ errichtet. Die Einweihung fand am 1. Juni 1884 statt. Der Turm ermöglichte einen Rundumblick über das südliche Eichsfeld, zum Hainich, Thüringer Wald mit dem Großen Inselsberg, Heldrastein, Schlierbachswald, Hohen Meißner, Hülfensberg und Harz mit dem Brocken. Die Anregung und Ausführung dieses Turms sind dem Königlichen Oberförster Mittelacher und dem Bauunternehmer Besser aus Wanfried zu verdanken. Der Turm wurde 1891 erneuert, 1959 wegen Baufälligkeit gesperrt und 1961 abgerissen.

### Heutiger Plesseturm

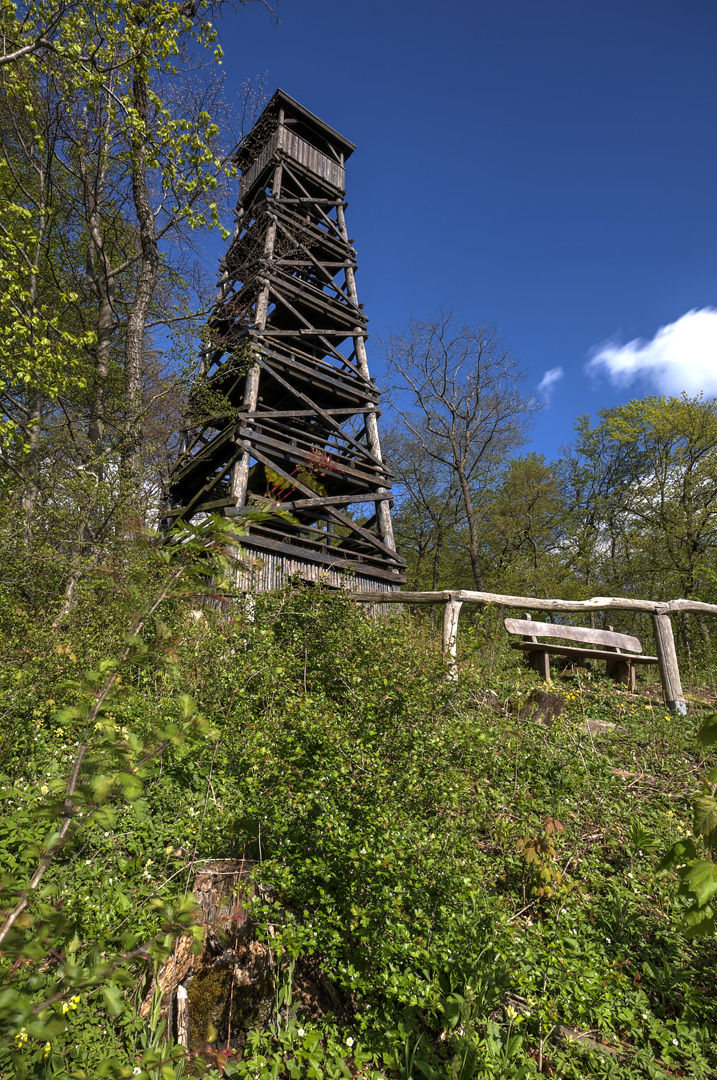
Plesseturm von Nordwesten

Der Werratalverein setzte sich unter seinem 1. Vorsitzenden Brill und F. Becker tatkräftig für Vorarbeiten und Planung eines neuen Plesseturms ein. Der Wiederaufbau konnte jedoch infolge der entstehenden hohen Kosten vom Werratalverein nicht getragen werden. Erst durch Beschaffung öffentlicher Mittel durch den damaligen Bürgermeister von Wanfried, Erich Thomas, konnte der neue Turm 1963/64 errichtet werden. Planung, Zeichnung und Statik wurden vom Wanfrieder Architekten Albin Gatzemeier durchgeführt. Die Gesamtkosten des Turmbaus beliefen sich auf 36.000 DM.
Am 11. August 1963 war Baubeginn. Mit Hilfe der 12. Hundertschaft des Bundesgrenzschutz Eschwege unter Leitung von Erich Klemm wurde eine Fundamentgrube gesprengt. Der Zimmermann Karl Wetzestein aus Wanfried führte damals den Auftrag zum Neubau aus. Der Turm hat eine Höhe von 22 m und ruht auf einem Stahlbetonfundament von 8 × 8 × 1 m. Für das Fundament wurden 80 m³ Kies, 400 Sack Zement und 1,5 Tonnen Eisen verwendet. Maurermeister Willi Thomas war für das Fundament zuständig.
Für die Holzkonstruktion wurden 34 Festmeter Lärchenstammholz von der Revierförsterei Wanfried geschlagen. Der Forstbeamte Dieter Schnell wählte damals vier gleiche, 40 m hohe Lärchenbäume, aus denen dann die 21,5 m hohen Eckständer gefertigt wurden. Die vier Seitenteile wurden im Herbst 1963 in der Zimmerei Wetzestein abgebunden und Ende November auf einem Langholzwagen der Firma Ruhlandt zum Plateau transportiert. Zimmerleute, Handwerker, Freiwillige aus Wanfried und der Bundesgrenzschutz (BGS) unter Leitung von Erich Klemm, errichteten den in sechs Etagen gefertigten Turm.
Der Turm wurde am 14. Mai 1964 eingeweiht. Der hessische Minister für Wirtschaft und Verkehr Albert Osswald übergab damals den Turm seiner Bestimmung und gab seiner Freude darüber Ausdruck, dass mit dem Turmbau der Blick in den anderen Teil Deutschlands (DDR) gewahrt bleibe. Bei der Einweihung waren daneben der Landrat Eitel Oskar Höhne, der hessische Staatskommissar für die Zonenrandgebiete Heinz Kreutzmann, der Referent für Fremdenverkehrswesen im hessischen Wirtschaftsministerium Spazier, der Vorsitzende des Landesfremdenverkehrsverbandes Kurhessen-Waldeck Reccius und der Vorsitzende der Hauptleitung des Werratalvereins Willi Schein anwesend.

### Totalsanierung und Neueröffnung
Wegen gravierender Verwitterungsschäden wurde der Turm 2016 gesperrt. Um eine Sanierung zu ermöglichen, wurde 2018 ein Förderverein gegründet, der sich darum bemühte, den Turm zu erhalten und dafür Spenden sammelte. Nach mehrjährigen Sanierungsarbeiten wurde der Turm dann am 3. Oktober 2023, dem Tag der Deutschen Einheit, wiedereröffnet und ist für Besucher jetzt wieder frei zugänglich.

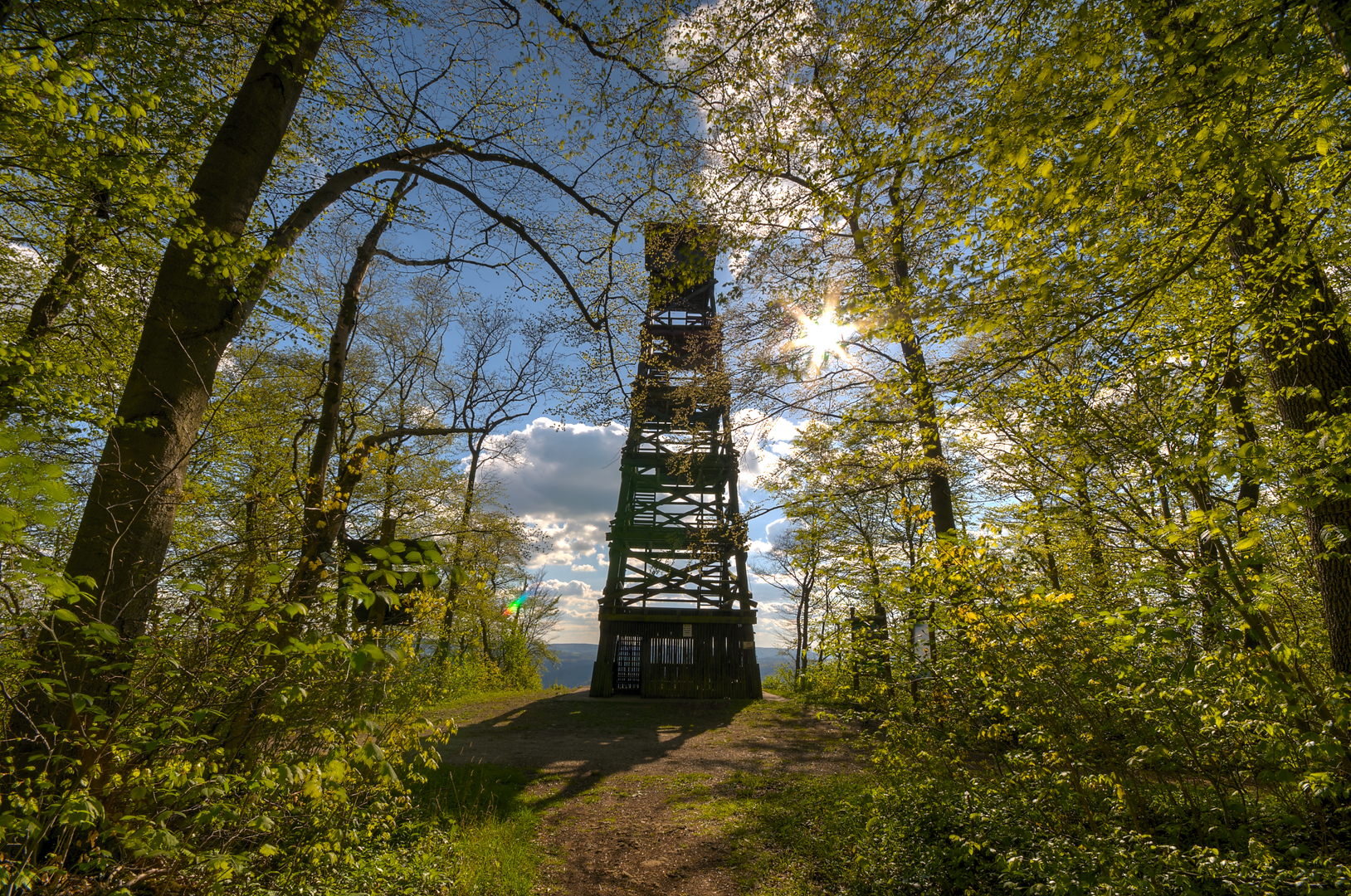
Plesseturm von Osten,
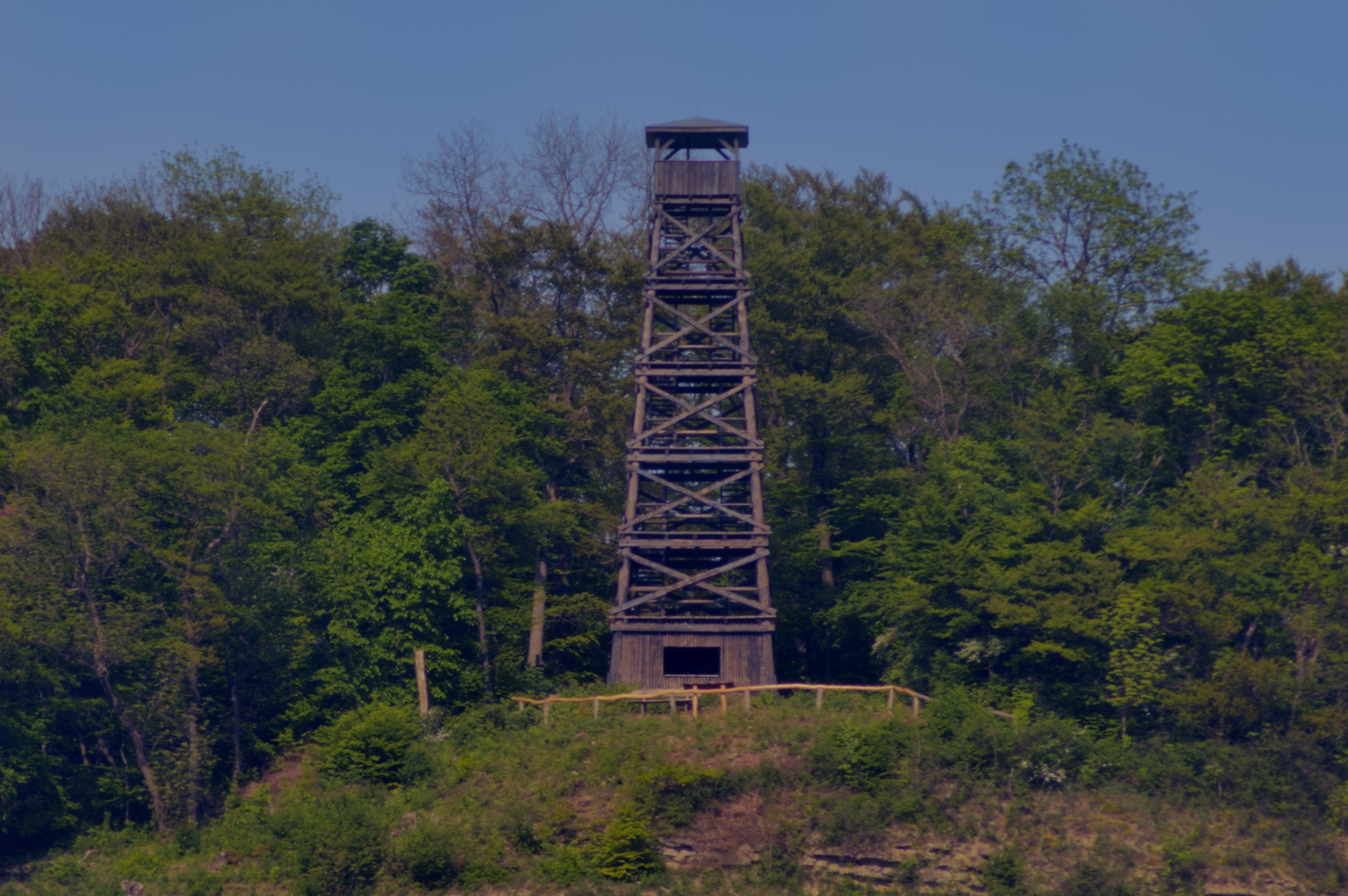
… von Südwesten (aus 2 km Entfernung) und
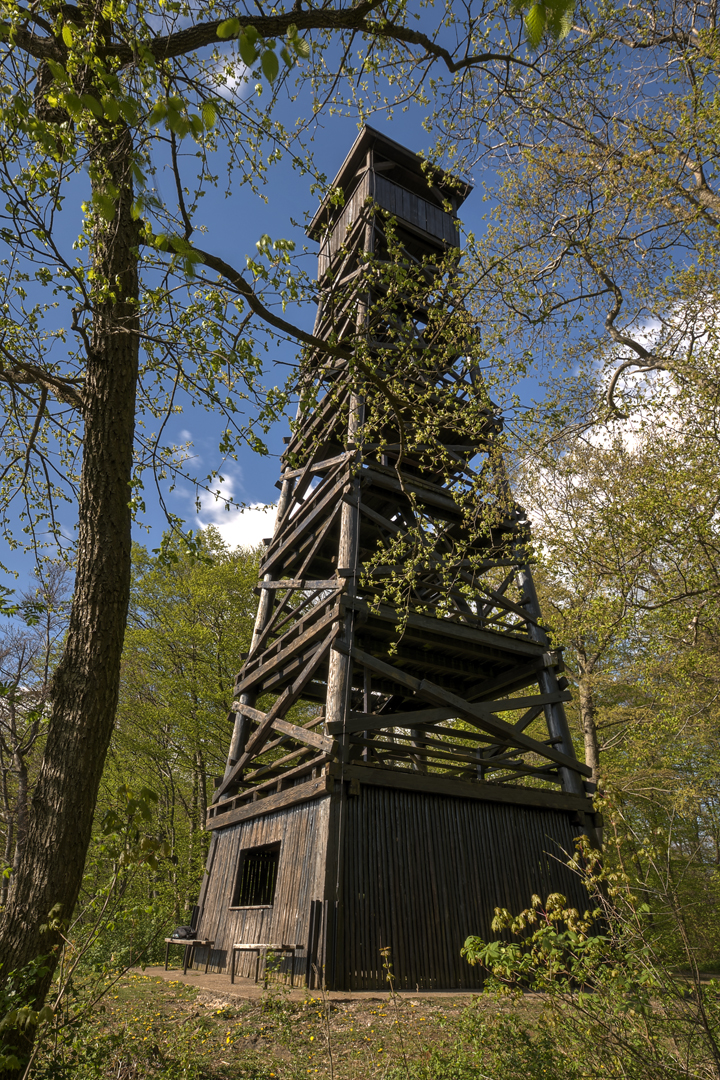
… von Süden

## Wandern und Aussicht
Den Plesseturm erreicht man zum Beispiel auf dem 9 km langen Premiumwanderweg P5 Plesse, der im Wanfrieder Elfengrund am Wasserfall des Werrazuflusses Gatterbach beginnt, über die Plesse zum Turm, vorbei am Plessefelsen, hinab zum auf dem Westhang des Höhenzugs liegenden Grillplatz Plesse und dann zurück zum Wasserfall führt.
Die Aussichtsplattform des heutigen Turms liegt auf 18 m Höhe, was 497,6 m ü. NHN entspricht. Die Aussicht von links nach rechts (Hessen = HE; Thüringen = TH):
- Karnberg (HE) und Muhlienberg (HE), dahinter der Heldrastein (TH) und Großer Inselsberg (TH)
- der Schlierbachswald (HE) und dahinter die Graburg und Boyneburg (HE)
- im Eschweger Becken die Blaue Kuppe (HE) und die Leuchtberge (HE) und dahinter der Hohe Meißner (HE)
- ganz rechts der Hülfensberg im südlichen Eichsfeld (TH)